# R (маршрут метро, Нью-Йорк)
R — один из маршрутов Нью-Йоркского метрополитена. Маршрут проходит по линиям Куинс-бульвара, Ай-эн-ди, Бродвея, Би-эм-ти, и Четвёртой авеню, Би-эм-ти. На картах, станциях, вагонах и т. д. он обозначается жёлтым цветом, поскольку проходит по линии Бродвея.
Маршрут R действует круглосуточно. Обычно он проходит от Форест-Хилс — 71-я авеню в Куинсе до Бей-Ридж — 95-я улица в Бруклине. Ночью поезда R ходят от Уайтхолл-стрит на юге Манхэттена до своей обычной южной конечной станции в Бруклине. Кроме того, один рейс, идущий из Бруклина в будни, в утренние часы пик, следует до 96-й улицы в Манхэттене (конечной маршрута Q).
R — самый длинный маршрут, который на всём своём протяжении проходит под землёй. Всего в системе три таких маршрута — C, S (42nd Street) и R (хотя существует короткий наземный участок между 59th Street и Bay Ridge Avenue в Бруклине, где линия проходит над путями LIRR).
В народе линия называется Silicon Subway, что связано с её социальной ролью, так как маршрутом пользуются рабочие промзоны Бруклина (около Ист-Ривер). Маршрут проходит две одноимённые станции на своем пути следования — 36-я улица и 36-я улица.

## История маршрута
Маршрут начал работать с 15 января 1916 года (тогда он был не R, а BMT 2). Он начал работать от Chambers Street, далее по BMT Nassau Street Line, Манхэттенскому мосту, BMT Fourth Avenue Line до 86th Street. Ровно через два года — с 15 января 1918 года — 2 (R) был перенаправлен с Nassau Street Line на BMT Broadway Line до Times Square. С открытием 1 октября 1920 года тоннеля Montague Street Tunnel он стал ходить по нему, продлившись до Queensboro Plaza. 31 октября 1925 года была открыта Bay Ridge (маршрут стал ходить до туда). В это время были добавлены специальные час пиковые рейсы до Chambers Street, затем убраны, а позже снова возобновлены. К тому же в 1931 году появляется дополнительный маршрут от Bay Ridge — 95th Street до Whitehall Street. 2 также использовал Nassau Street Loop, следуя в Манхэттен по Манхэттенскому мосту или Montague Street Tunnel, а из Манхэттена из другого конца в часы пик.
17 октября 1949 года было отменено челночное движение по BMT Astoria Line и заменено впоследствии маршрутами BMT Fourth Avenue Line Бруклина. 29 июня 1950 года были введены специальные рейсы до Chambers Street через Манхэттенский мост или Montague Street Tunnel. Этот маршрут был прекращен спустя 2 года. С 1 января 1961 года северная конечная станция R переместилась на Forest Hills, где находится и сейчас, до куда маршрут следовал через соединение BMT 60th Street Tunnel.
В зимний период 1960—1961 годов на картах стали появляться логотипы RR, маршрут которого был известен, как «Fourth Avenue Local via Tunnel». Движение RR абсолютно ничем не отличался от сегодняшнего R. С 27 ноября 1967 года, на следующий день после открытия нового соединения IND Chrystie Street, RR был переведен обратно на Astoria — Ditmars Boulevard по BMT Astoria Line (в это время введенный ЕЕ следовал от Whitehall Street до 71st Avenue). В это же время появился новый маршрут — RJ, который следовал от 95th Street до 168th Street (в Куинсе). Логотип RR перекрасили в зелёный цвет, в то время, как RJ стал красным.
RJ проработал всего лишь несколько месяцев, а затем укорочен до Chambers Street. Маршрут стал работать только в часы пик в пиковом направлении. В мае 1985 года, когда двухбуквенные обозначения были сняты, RR был переименован в R, а логотип перекрашен в жёлтый (так как использовал BMT Broadway Line) а некоторые также в коричневый (до Chambers Street).
С 24 мая 1987 года N и R поменялись своими конечными станциями, и R снова стал следовать по IND Queens Boulevard Line до Forest Hills. Это изменение было сделано для того, чтобы дать R прямой доступ к депо Jamaica Yard (туда, где поезда отстаиваются и по сей день). Раньше поезда R «ночевали» в депо Coney Island Yard. Полгода позже был ликвидирован «коричневый R» до Chambers Street.
Когда 11 декабря 1988 года была открыта линия IND Archer Avenue Line, E стал следовать до Jamaica Center — Parsons, а R стал следовать до Jamaica — 179th Street, дабы подменить E на этом участке. Продление до 179th Street было недолгим, и в октябре 1992 года R снова стала следовать до Forest Hills. Вместо R до туда стал следовать продленный F, который следует экспрессом до 71st Avenue.
С 30 сентября 1990 года ночной R стал следовать между 36th Street и 95th Street. В конце 1990-х в северном направлении поезда начали пропускать 53rd Street и 45th Street, чтобы освободить пути для ночного N.
11 сентября, после нападения террористов на Всемирный Торговый Центр, линия BMT Broadway Line была повреждена, вследствие чего R был сокращен до Court Street. С 17 сентября R был полностью приостановлен. В это время его заменили: J — в Бруклине и Q — в Манхэттене и Куинсе. Все три маршрута вернулись к нормальной работе с 28 октября 2001 года.
С 8 сентября 2002 года терминал Coney Island был закрыт на реконструкцию, из-за чего ночной R был продлен до Pacific Street, следуя экспрессом от 36th Street. Ночной R вернули к прежней работе, когда был открыт после реконструкции Манхэттенский мост 22 февраля 2004 года.
Очередные изменения коснулись этого маршрута 29 октября 2012 года, когда к городу подступал ураган «Сэнди», вследствие чего этот маршрут был закрыт, как и вся система метро. В результате урагана была затоплена значительная часть линий, по которым пролегал данный маршрут. Восстановление движения поездов по маршруту R после урагана было на двух участках, не связанных между собой: между станциями Форест-Хилс — 71-я авеню и 34-я улица — Геральд-сквер на северном (в Манхэттене и Куинсе), и между Джей-стрит — Метротек и Бей-Ридж — 95-я улица на южном (в Бруклине). 4 декабря северная часть маршрута была продлена до Нижнего Манхэттена — до станции Уайтхолл-стрит — Саут-Ферри. Обе части маршрута были соединены 21 декабря 2012 года, после завершения работ в тоннеле Монтегью-стрит.
Проведённые в ноябре-декабре 2012 года ремонтные работы в тоннеле Монтегью-стрит производились в срочном порядке, когда основной задачей было восстановление единого маршрута R. Поэтому тоннель со 2 августа 2013 года по 14 сентября 2014 года был вновь закрыт на капитальный ремонт, что повлекло деление маршрута R по будням на две части: в Куинсе и Манхэттене на участке от Форест-Хилс — 71-й авеню до Уайтхолл-стрит — Саут-Ферри, а в Бруклине на участке от Корт-стрит до Бей-Ридж — 95-й улицы. По выходным дням маршрут сохранялся с проходом проблемного участка через Манхэттенский мост без обслуживания станций Нижнего Манхэттена.
С ноября 2016 года ночной R продлён до Уайтхолл-стрит.

## Маршрут
Используемые пути в зависимости от дня недели и времени суток
| От станции включительно     | До станции включительно     | День + вечер + выходные | Ночь           |
| --------------------------- | --------------------------- | ----------------------- | -------------- |
| Форест-Хилс — 71-я авеню    | Ректор-стрит                | локальные пути          | —              |
| Уайтхолл-стрит — Саут-Ферри | Уайтхолл-стрит — Саут-Ферри | локальные пути          | оборотный путь |
| Корт-стрит                  | Бей-Ридж — 95-я улица       | локальные пути          | локальные пути |

Схема маршрута
| Условные обозначения |
| для дней и часов работы маршрутов (более точно указано во всплывающих подсказках при этих обозначениях): |
| --- |
| круглосуточно круглосуточно, кроме ночи круглосуточно, кроме будней днём (либо часов пик) в пиковом направлении в будни днём (и, возможно, вечером) в будни круглосуточно в часы пик в будни днём (либо в часы пик) в пиковом направлении в будни днём (либо в часы пик) в направлении, обратном пиковому в выходные ночью ночью и в выходные (и, возможно, вечером) нет движения поездов |

|  |

| E — круглосуточно, кроме ночи · E — круглосуточно, кроме ночи · F — круглосуточно, кроме ночи · F — круглосуточно, кроме ночи · <F> — в часы пик в пиковом направлении · <F> — в часы пик в пиковом направлении · M — в будни днём и вечером · M — в будни днём и вечером |

|  |

| M — в будни днём и вечером · M — в будни днём и вечером |

|  |

| M — в будни днём и вечером · M — в будни днём и вечером |

|  |

| M — в будни днём и вечером · M — в будни днём и вечером |

|  |

| M — в будни днём и вечером · M — в будни днём и вечером |

|  |

| M — в будни днём и вечером · M — в будни днём и вечером |

|  |
|  |
|  |

| E — круглосуточно, кроме ночи · E — круглосуточно, кроме ночи · F — круглосуточно, кроме ночи · F — круглосуточно, кроме ночи · <F> — в часы пик в пиковом направлении · <F> — в часы пик в пиковом направлении · M — в будни днём и вечером · M — в будни днём и вечером | на той же станции    |
| 7 — круглосуточно, кроме ночи · 7 — круглосуточно, кроме ночи | 74-я улица — Бродвей |

|  |

| M — в будни днём и вечером · M — в будни днём и вечером |

|  |

| M — в будни днём и вечером · M — в будни днём и вечером |

|  |

| M — в будни днём и вечером · M — в будни днём и вечером |

|  |

| M — в будни днём и вечером · M — в будни днём и вечером |

|  |

| M — в будни днём и вечером · M — в будни днём и вечером |

|  |

| E — круглосуточно, кроме ночи · E — круглосуточно, кроме ночи · M — в будни днём и вечером · M — в будни днём и вечером |

|  |
|  |
|  |
|  |
|  |

| N — круглосуточно, кроме ночи · N — круглосуточно, кроме ночи · W — в будни днём и вечером до 23:00 · W — в будни днём и вечером до 23:00 | на той же станции             |
| 4 — круглосуточно, кроме ночи · 4 — круглосуточно, кроме ночи · 5 — круглосуточно, кроме ночи · 5 — круглосуточно, кроме ночи · 6 — круглосуточно, кроме ночи · 6 — круглосуточно, кроме ночи · <6> — в будни днём в пиковом направлении · <6> — в будни днём в пиковом направлении                                     | 59-я улица                    |
| F — круглосуточно, кроме ночи · F — круглосуточно, кроме ночи · <F> — в часы пик в пиковом направлении · <F> — в часы пик в пиковом направлении · N — часть рейсов в часы пик в пиковом направлении · N — часть рейсов в часы пик в пиковом направлении · Q — круглосуточно, кроме ночи · Q — круглосуточно, кроме ночи | Лексингтон-авеню — 63-я улица |
| Канатная дорога острова Рузвельт |                               |

|  |

| N — круглосуточно, кроме ночи · N — круглосуточно, кроме ночи · W — в будни днём и вечером до 23:00 · W — в будни днём и вечером до 23:00 |

|  |

| N — круглосуточно, кроме ночи · N — круглосуточно, кроме ночи · Q — круглосуточно, кроме ночи · Q — круглосуточно, кроме ночи · W — в будни днём и вечером до 23:00 · W — в будни днём и вечером до 23:00 |

|  |

| N — круглосуточно, кроме ночи · N — круглосуточно, кроме ночи · W — в будни днём и вечером до 23:00 · W — в будни днём и вечером до 23:00 |

|  |
|  |
|  |
|  |
|  |
|  |
|  |
|  |
|  |

| N — круглосуточно, кроме ночи · N — круглосуточно, кроме ночи · Q — круглосуточно, кроме ночи · Q — круглосуточно, кроме ночи · W — в будни днём и вечером до 23:00 · W — в будни днём и вечером до 23:00 | на той же станции                            |
| 1 — круглосуточно, кроме ночи · 1 — круглосуточно, кроме ночи · 2 — круглосуточно, кроме ночи · 2 — круглосуточно, кроме ночи · 3 — круглосуточно, кроме ночи · 3 — круглосуточно, кроме ночи | Таймс-сквер — 42-я улица                     |
| 7 — круглосуточно, кроме ночи · 7 — круглосуточно, кроме ночи · <7> — в часы пик в пиковом направлении · <7> — в часы пик в пиковом направлении | Таймс-сквер                                  |
| A — круглосуточно, кроме ночи · A — круглосуточно, кроме ночи · C — круглосуточно, кроме ночи · C — круглосуточно, кроме ночи · E — круглосуточно, кроме ночи · E — круглосуточно, кроме ночи | 42-я улица — Автовокзал Портового управления |
| S (челнок 42-й улицы) — круглосуточно, кроме ночи · S (челнок 42-й улицы) — круглосуточно, кроме ночи | Таймс-сквер                                  |
| 7 — круглосуточно, кроме ночи · 7 — круглосуточно, кроме ночи · <7> — в часы пик в пиковом направлении · <7> — в часы пик в пиковом направлении | Пятая авеню                                  |
| B — в будни днём и вечером до 23:00 · B — в будни днём и вечером до 23:00 · D — круглосуточно, кроме ночи · D — круглосуточно, кроме ночи · F — круглосуточно, кроме ночи · F — круглосуточно, кроме ночи · <F> — в часы пик в пиковом направлении · <F> — в часы пик в пиковом направлении · M — в будни днём и вечером · M — в будни днём и вечером | 42-я улица — Брайант-парк                    |
| автовокзал Портового управления[англ.] |                                              |

|  |
|  |
|  |

| N — круглосуточно, кроме ночи · N — круглосуточно, кроме ночи · Q — круглосуточно, кроме ночи · Q — круглосуточно, кроме ночи · W — в будни днём и вечером до 23:00 · W — в будни днём и вечером до 23:00 | на той же станции          |
| B — в будни днём и вечером до 23:00 · B — в будни днём и вечером до 23:00 · D — круглосуточно, кроме ночи · D — круглосуточно, кроме ночи · F — круглосуточно, кроме ночи · F — круглосуточно, кроме ночи · <F> — в часы пик в пиковом направлении · <F> — в часы пик в пиковом направлении · M — в будни днём и вечером · M — в будни днём и вечером | 34-я улица — Геральд-сквер |
| 33-я улица (PATH)[англ.] |                            |

|  |

| N — в выходные · N — в выходные · W — в будни днём и вечером до 23:00 · W — в будни днём и вечером до 23:00 |

|  |

| N — в выходные · N — в выходные · W — в будни днём и вечером до 23:00 · W — в будни днём и вечером до 23:00 |

|  |
|  |
|  |

| N — круглосуточно, кроме ночи · N — круглосуточно, кроме ночи · Q — круглосуточно, кроме ночи · Q — круглосуточно, кроме ночи · W — в будни днём и вечером до 23:00 · W — в будни днём и вечером до 23:00                                                                           | на той же станции        |
| 4 — круглосуточно, кроме ночи · 4 — круглосуточно, кроме ночи · 5 — круглосуточно, кроме ночи · 5 — круглосуточно, кроме ночи · 6 — круглосуточно, кроме ночи · 6 — круглосуточно, кроме ночи · <6> — в будни днём в пиковом направлении · <6> — в будни днём в пиковом направлении | 14-я улица — Юнион-сквер |
| L — круглосуточно, кроме ночи · L — круглосуточно, кроме ночи | Юнион-сквер              |

|  |

| N — в выходные · N — в выходные · W — в будни днём и вечером до 23:00 · W — в будни днём и вечером до 23:00 |

|  |

| N — в выходные · N — в выходные · W — в будни днём и вечером до 23:00 · W — в будни днём и вечером до 23:00 |

|  |
|  |
|  |
|  |
|  |

| W — в будни днём и вечером до 23:00 · W — в будни днём и вечером до 23:00                                                                           | на той же станции |
| 6 — круглосуточно, кроме ночи · 6 — круглосуточно, кроме ночи · <6> — в будни днём в пиковом направлении · <6> — в будни днём в пиковом направлении | Канал-стрит       |
| J — круглосуточно, кроме ночи · J — круглосуточно, кроме ночи · Z — в часы пик в пиковом направлении · Z — в часы пик в пиковом направлении         | Канал-стрит       |
| N — круглосуточно, кроме ночи · N — круглосуточно, кроме ночи · Q — круглосуточно, кроме ночи · Q — круглосуточно, кроме ночи                       | Канал-стрит       |

|  |

| W — в будни днём и вечером до 23:00 · W — в будни днём и вечером до 23:00 |

|  |
|  |
|  |
|  |
|  |

| W — в будни днём и вечером до 23:00 · W — в будни днём и вечером до 23:00                                                     | на той же станции        |
| 2 — круглосуточно, кроме ночи · 2 — круглосуточно, кроме ночи · 3 — круглосуточно, кроме ночи · 3 — круглосуточно, кроме ночи | Парк-Плейс               |
| A — круглосуточно, кроме ночи · A — круглосуточно, кроме ночи · C — круглосуточно, кроме ночи · C — круглосуточно, кроме ночи | Чеймберс-стрит           |
| E — круглосуточно, кроме ночи · E — круглосуточно, кроме ночи                                                                 | Всемирный торговый центр |
| Всемирный торговый центр (PATH)[англ.]                                                                                        |                          |

|  |

| W — в будни днём и вечером до 23:00 · W — в будни днём и вечером до 23:00 |

|  |
|  |
|  |

| N — ночью · N — ночью · W — в будни днём и вечером до 23:00 · W — в будни днём и вечером до 23:00 | на той же станции |
| 1 — круглосуточно · 1 — круглосуточно                                                             | Саут-Ферри        |
| терминал Уайтхолл[англ.] (Статен-Айленд Ферри)                                                    |                   |

|  |
|  |
|  |

| N — ночью · N — ночью · W — часть рейсов в часы пик в пиковом направлении · W — часть рейсов в часы пик в пиковом направлении | на той же станции |
| 2 — круглосуточно · 2 — круглосуточно · 3 — круглосуточно, кроме ночи · 3 — круглосуточно, кроме ночи                         | Боро-холл         |
| 4 — круглосуточно · 4 — круглосуточно · 5 — в будни днём · 5 — в будни днём                                                   | Боро-холл         |

|  |
|  |
|  |

| N — ночью · N — ночью · W — часть рейсов в часы пик в пиковом направлении · W — часть рейсов в часы пик в пиковом направлении                                                                                                   | на той же станции     |
| A — круглосуточно · A — круглосуточно · C — круглосуточно, кроме ночи · C — круглосуточно, кроме ночи · F — круглосуточно · F — круглосуточно · <F> — в часы пик в пиковом направлении · <F> — в часы пик в пиковом направлении | Джей-стрит — Метротек |

|  |

| B — в будни днём и вечером до 23:00 · B — в будни днём и вечером до 23:00 · D — ночью · D — ночью · N — ночью · N — ночью · Q — круглосуточно · Q — круглосуточно · W — часть рейсов в часы пик в пиковом направлении · W — часть рейсов в часы пик в пиковом направлении |

|  |
|  |
|  |
|  |
|  |

| D — круглосуточно · D — круглосуточно · N — круглосуточно · N — круглосуточно · W — часть рейсов в часы пик в пиковом направлении · W — часть рейсов в часы пик в пиковом направлении | на той же станции               |
| 2 — круглосуточно · 2 — круглосуточно · 3 — круглосуточно, кроме ночи · 3 — круглосуточно, кроме ночи · 4 — круглосуточно · 4 — круглосуточно · 5 — в будни днём · 5 — в будни днём   | Атлантик-авеню — Барклайс-центр |
| B — в будни днём и вечером до 23:00 · B — в будни днём и вечером до 23:00 · Q — круглосуточно · Q — круглосуточно                                                                     | Атлантик-авеню — Барклайс-центр |
| вокзал Атлантик[англ.] |                                 |

|  |

| D — ночью · D — ночью · N — ночью · N — ночью · W — часть рейсов в часы пик в пиковом направлении · W — часть рейсов в часы пик в пиковом направлении |

|  |
|  |
|  |

| D — ночью · D — ночью · N — ночью · N — ночью · W — часть рейсов в часы пик в пиковом направлении · W — часть рейсов в часы пик в пиковом направлении | на той же станции |
| F — круглосуточно · F — круглосуточно · G — круглосуточно · G — круглосуточно                                                                         | Четвёртая авеню   |

|  |

| D — ночью · D — ночью · N — ночью · N — ночью · W — часть рейсов в часы пик в пиковом направлении · W — часть рейсов в часы пик в пиковом направлении |

|  |

| D — ночью · D — ночью · N — ночью · N — ночью · W — часть рейсов в часы пик в пиковом направлении · W — часть рейсов в часы пик в пиковом направлении |

|  |

| D — круглосуточно · D — круглосуточно · N — круглосуточно · N — круглосуточно · W — часть рейсов в часы пик в пиковом направлении · W — часть рейсов в часы пик в пиковом направлении |

|  |

| N — ночью · N — ночью · W — часть рейсов в часы пик в пиковом направлении · W — часть рейсов в часы пик в пиковом направлении |

|  |

| N — ночью · N — ночью · W — часть рейсов в часы пик в пиковом направлении · W — часть рейсов в часы пик в пиковом направлении |

|  |

| N — круглосуточно · N — круглосуточно · W — часть рейсов в часы пик в пиковом направлении · W — часть рейсов в часы пик в пиковом направлении |

|  |

|  |

|  |

|  |